# Robert Bréchon
Robert Bréchon (1920 — 7 de agosto de 2012) foi um ensaísta francês, sendo um dos principais especialistas estrangeiros na vida e obra de Fernando Pessoa.

## Biografia
Começou como professor de francês, latim e grego, tendo aprendido português quando permaneceu no Rio de Janeiro, onde foi diretor do Liceu Francês. A partir de 1962 foi director do Institut Français de Lisboa e conselheiro cultural da embaixada de França em Portugal, cargos em que sucedeu a Pierre Hourcade.
Viveu em Lisboa desde o outono de 1962 a 1968, sendo um conhecedor do "meio literário português", como afirma a Biblioteca Nacional de Portugal (BNP): "amigo de Ramos Rosa, através do qual conheceu autores como Sophia de Mello Breyner Andresen, Herberto Helder, Vergílio Ferreira e Ruy Cinatti, e descobriu a obra de Pessoa, especialmente pelo contacto com Jacinto Prado Coelho e João Gaspar Simões".
Além de Pessoa, Bréchon ainda escreveu sobre Ferreira de Castro, José Régio, Vitorino Nemésio e António Ramos Rosa.

## Obra
Incompleta
- Fernando Pessoa et Ses Personnages, Critique (1968)
- O Fim dos Liceus (1974)
- Étrange Étranger: une biographie de Fernando Pessoa (1996)
- L’innombrable: un tombeau pour Fernando Pessoa (2001)
- A Corps Perdu (2001)
- Fernando Pessoa. Le voyageur immobile (2002)
- Pessoa, le poète intranquille (2008)
- Oh Vieillesse Ennemie (2012)
- Les Poétesses De L'Amour (2012)